# بوفالو بوفالو بوفالو بوفالو بوفالو بوفالو بوفالو بوفالو
 بوفالو بوفالو بوفالو بوفالو بوفالو بوفالو بوفالو بوفالو (بالإنجليزية: Buffalo buffalo Buffalo buffalo buffalo buffalo Buffalo buffalo)‏ هي جملة باللغة الإنجليزية، نحويا صحيحة، تستعمل لتوضيح كيف استخدام الاشتراك اللفظي والاشتراك اللفظي التلفظي لإنشاء تراكيب لغوية معقدة من خلال مشترك لفظي.